# Стейк-фри

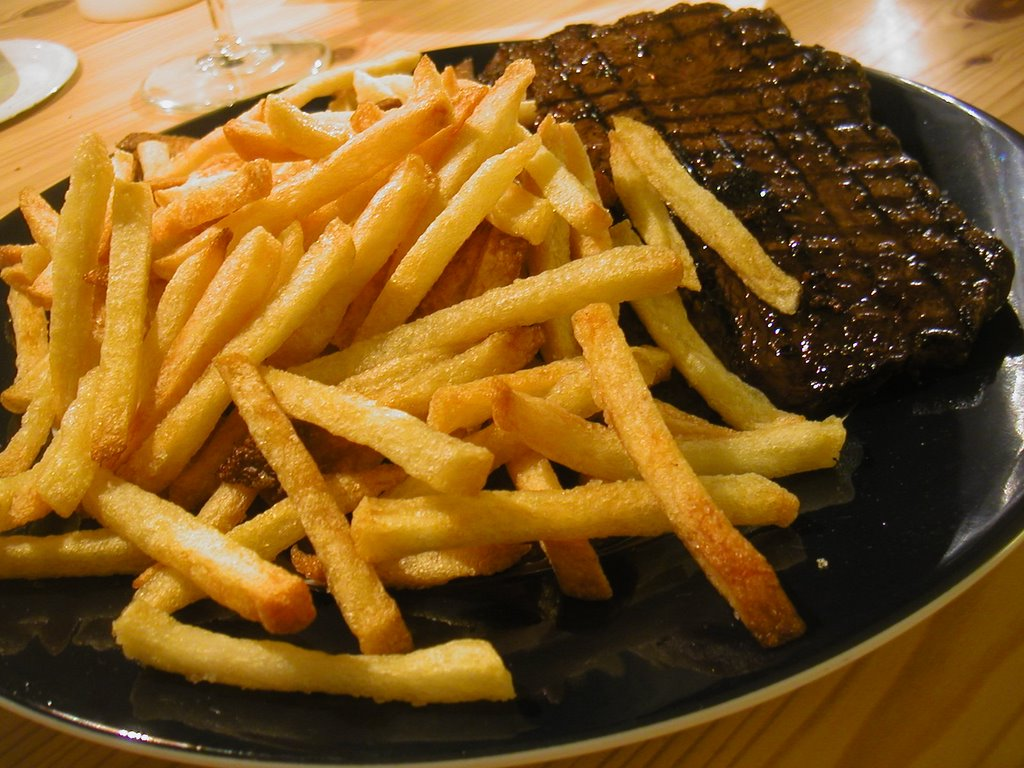
Говяжий стейк с картофелем фри

Стейк-фри (фр. Steak frites) — популярное блюдо в пивных и ресторанах по всей Европе (брассери во Франции и Бельгии), состоящее из стейка и картофеля фри. Некоторыми авторами считается национальным блюдом Бельгии, которая претендует на его изобретение.
Исторически для этого блюда обычно использовался рамп-стейк. В настоящее время более типичным является антрекот, или скотч-филе (в Австралии). Это жаренный на сковороде стейк (обычно «с кровью»), в соусе, иногда с голландским или беарнским соусом, с картофелем фри.
Подаётся в горячем виде. Может быть дополнен салатом, кетчупом, горчицей, майонезом.
Франкофилия привела к распространению этого блюда на португалоязычный мир, где его называют bife e [batatas] fritas или bife com batata frita, особенно в Бразилии, где соусом обычно являются просто луковые кольца, приготовленные и обжаренные в собственном соку стейка или в масле. После риса и бобов это самое популярное блюдо. Также стейк-фри распространён в испаноязычном мире.
Стейк-фри является предметом семиотического анализа французского культурного теоретика Ролана Барта в его сборнике «Мифологии», посвящённом рассмотрению повседневной жизни мелкой буржуазии и исследованию общества потребления.

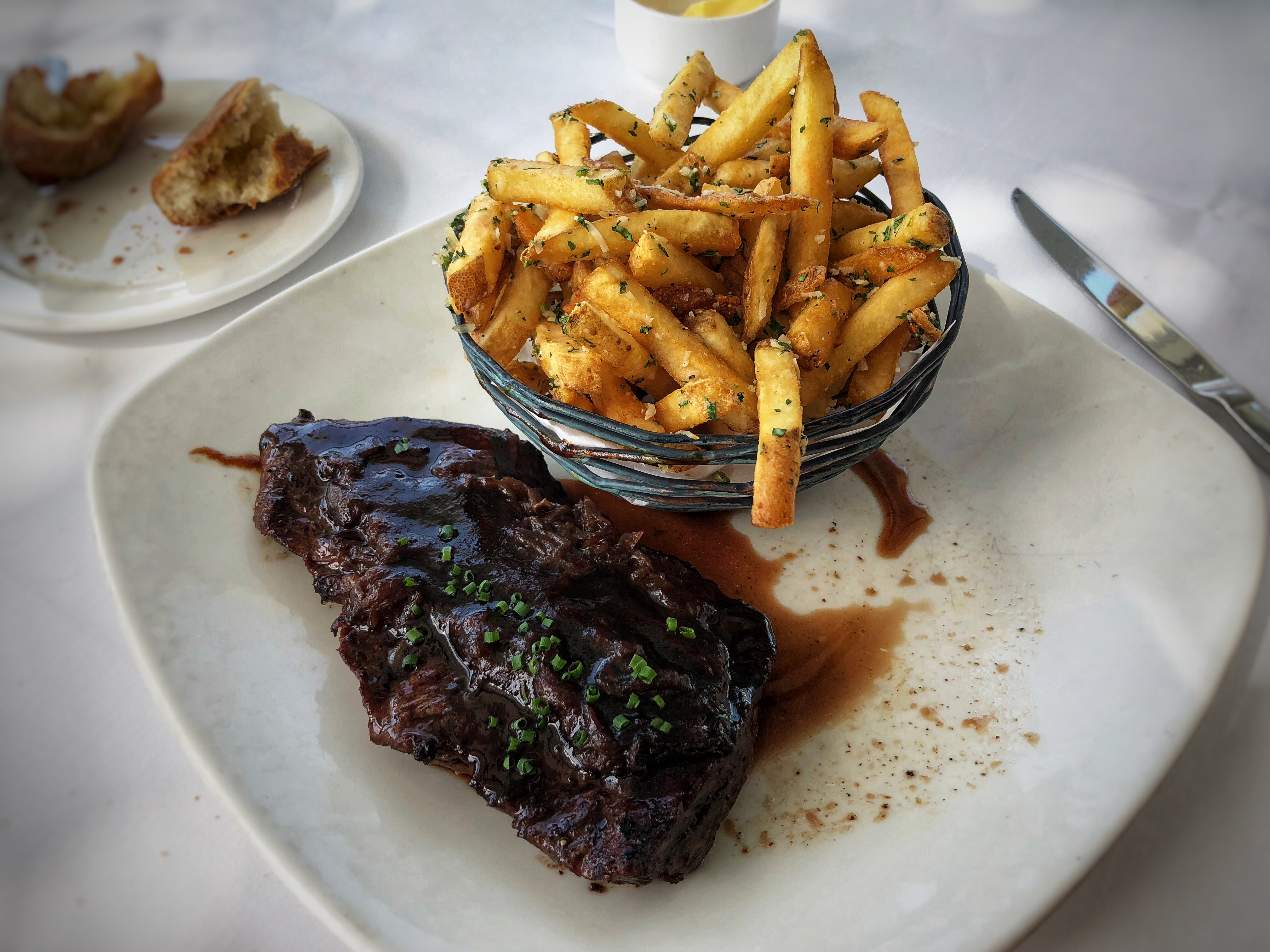
Стейк-фри приготовленный из фланк-стейка, в ресторане Сан-Франциско
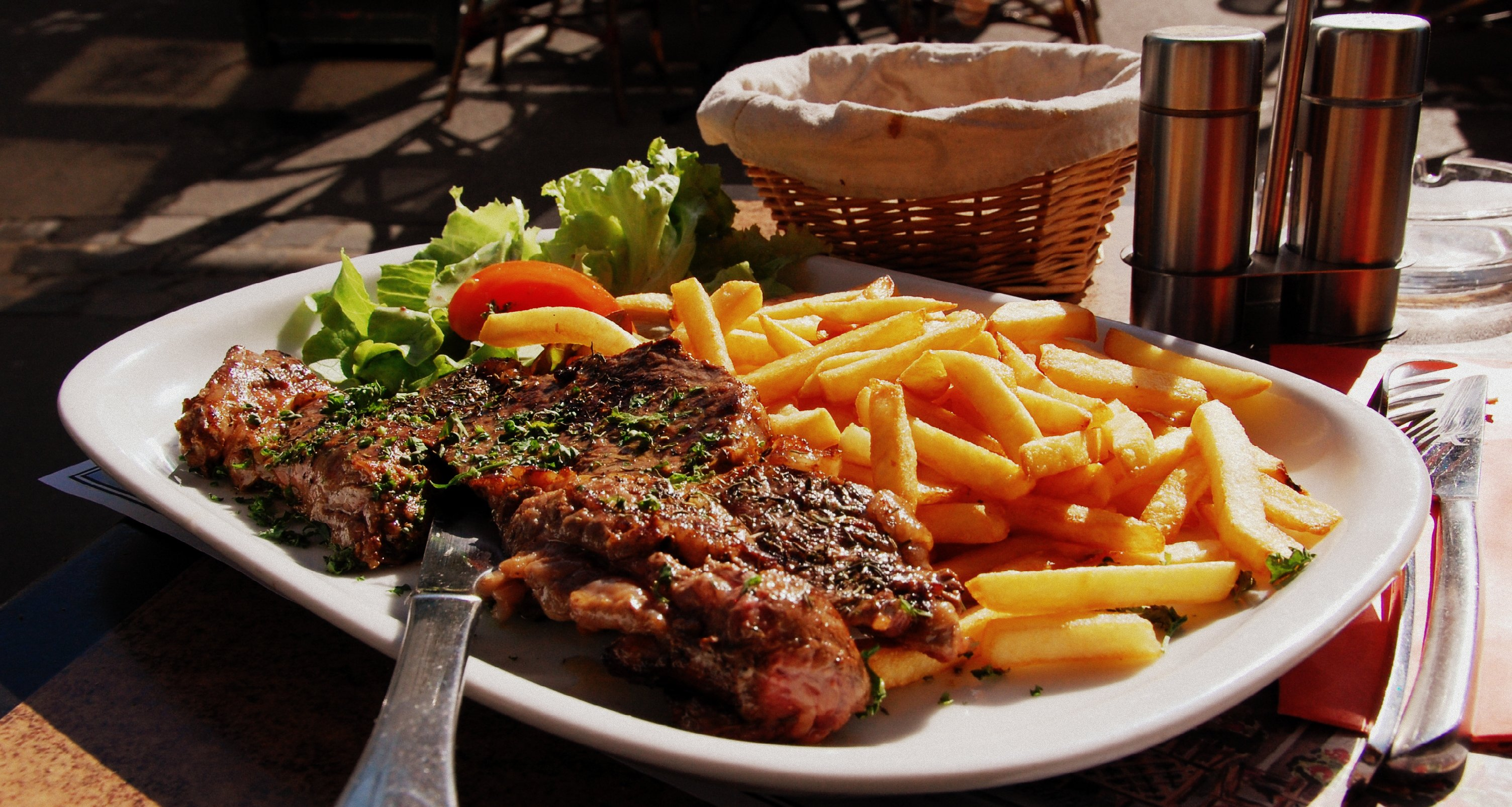
Стейк-фри в Фонтенбло, Франция